# Сосновський Андрій Вячеславович
Андрій Вячеславович Сосновський (норв. Adrian Sosnovschi; нар. 13 червня 1977, Кишинів, МРСР) — молдовський та російський футболіст, захисник, виступав у національній збірній Молдови, зараз — головний тренер клубу «Мілсамі».

## Клубна кар'єра
Розпочинав кар'єру в клубі «Кодру» з Калерашу, пізніше перейшов до столичного «Зімбру». У складі кишинівського клубу став срібним призером чемпіонату країни і виграв Кубок Молдови. У 1997 році був викуплений київськими «динамівцями», але не зіграв в їх складі жодного матчу. У 1999 році перейшов у стан їх найпринциповіших суперників - московського «Спартака», в якому також не зіграв жодного матчу. Однак в тому ж році його викупив раменський «Сатурн», і в його складі Сосновський успішно закріпився, провівши 91 матч і забивши два м'ячі. Влітку 2003 року перейшов у новоросійський «Чорноморець», в складі якого дійшов до фіналу Кубку РФПЛ. Через рік покинув стан «моряків», виїхавши в Казахстан, а ще через рік повернувся на батьківщину в «Дачію». У 2007 році знову відправився в Росію і зіграв у двох командах: московському «Торпедо» і хабаровському «СКА-Енергія». Весь наступний рік не виступав, а в 2009 році повернувся вдруге в Молдову й підписав контракт з «Олімпією» з міста Бєльці. У наступному році переходить в «Зімбру», а потім підписує контракт з «Мілсамі».

## Кар'єра в збірній
У збірної провів 15 зустрічей, з них усі офіційні припадали на матчі кваліфікації до чемпіонату світу 2002 і чемпіонату Європи 2004 років.

## Особисте життя
Дружина Вікторія, дочки Адріана (народилася в 1998 році) й Христина (народилася в 2003 році).

## Досягнення
- Національний дивізіон Молдови
  -  Срібний призер (1): 1996/97
- Кубок Молдови
  -  Володар (1): 1996/97